# Erica Dahlgren

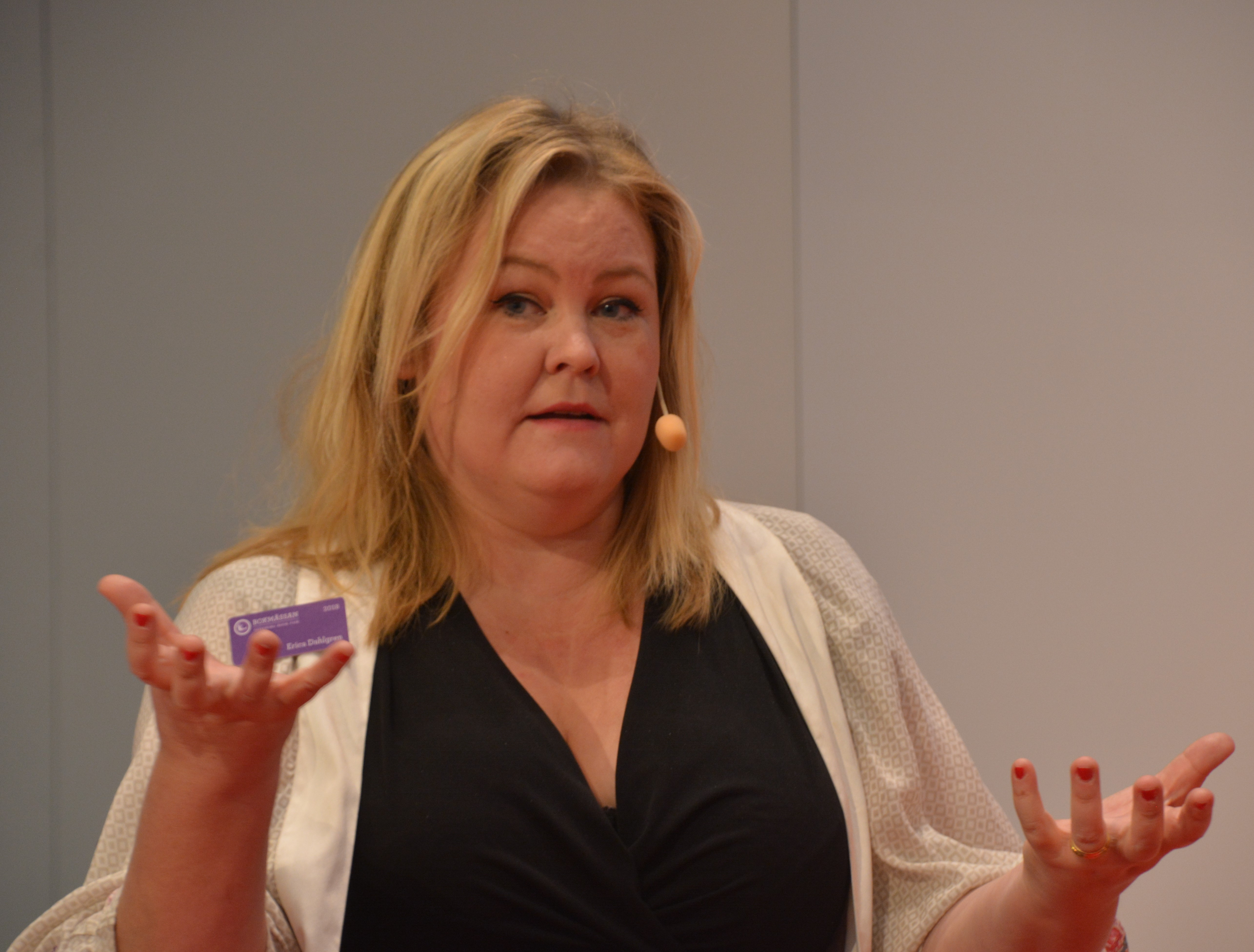
Erica Dahlgren

Erica Dahlgren, född 11 januari 1974 i Umeå, är en svensk journalist och radioproducent. Hon har arbetat med radioproduktioner inom Sveriges Radio, och gör tillsammans med Clara Lidström En Underbar Pod. Podden nominerades till Årets Nykomling i Stora Podcastpriset 2016.
Duon har tidigare gjort tre säsonger av Husmorsskolan i P1. Dahlgren producerade Clara Lidströms sommarprat i Sommar i P1 som sändes 2011.
Sommaren 2015 var Dahlgren producent/programledare för serien Morbror Mathias mat i P1. Här medverkade hennes bror kocken Mathias Dahlgren. Radioprogrammet handlade om att våga leka med grundsmakerna.
År 2018 utgavs boken Hjälp jag är utmattad tillsammans med Clara Lidström 